# Braniewo
Braniewo es un municipio de Polonia, en el distrito de Braniewo del voivodato de Varmia y Masuria. Es la segunda ciudad de Varmia por población, tras Olsztyn y en 2021 contaba con 16907 habitantes.